# Casey City
Casey City is een Local Government Area (LGA) in Australië in de staat Victoria. Casey City telt 223.424 inwoners. De hoofdplaats is Narre Warren.